# Kolonia kolejowa przy pl. Lipowym w Poznaniu

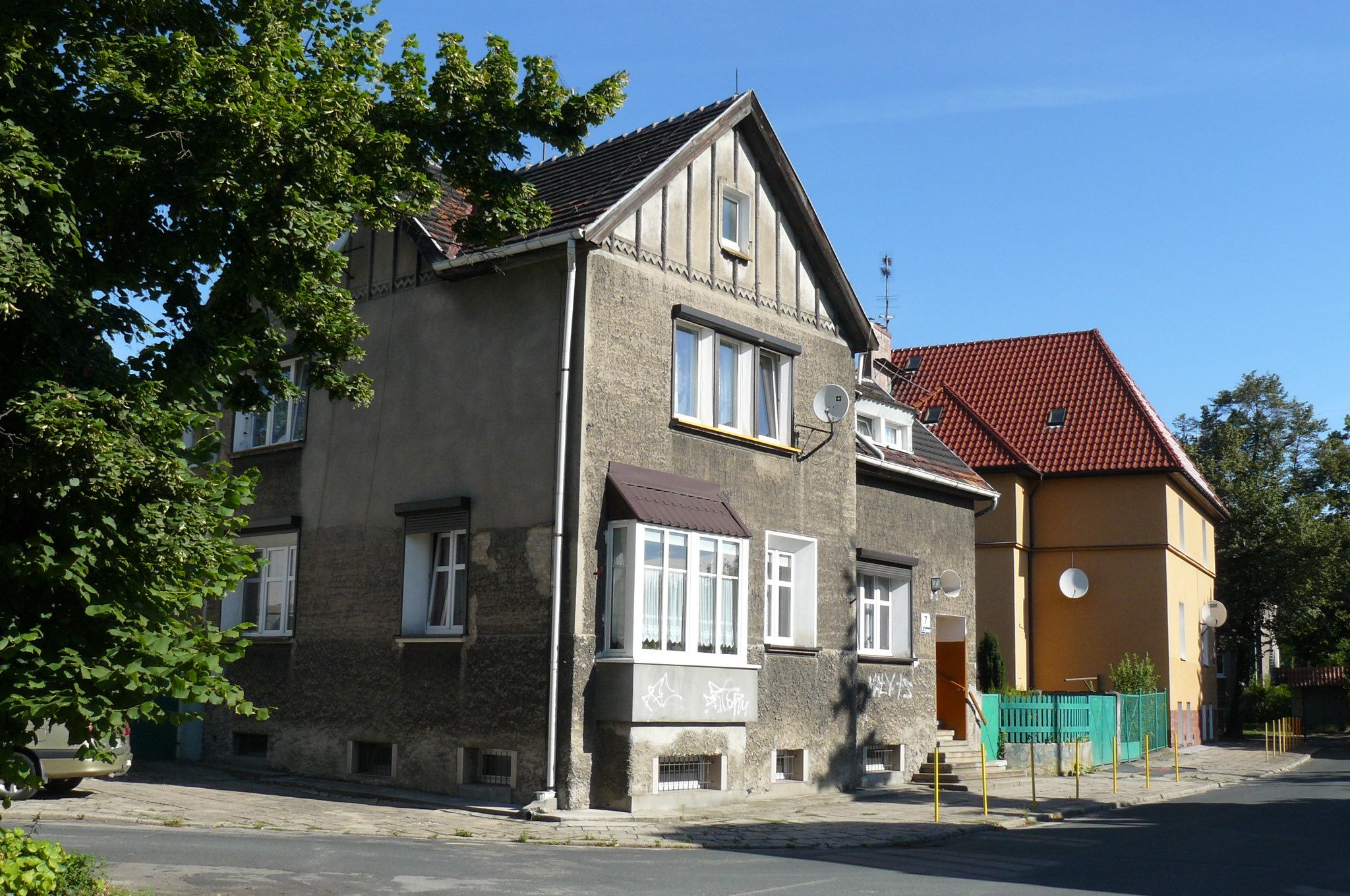
Plac Lipowy - detal zabudowy

Kolonia przy pl. Lipowym w Poznaniu – kompleks budynków znajdujący się na Wildzie, jednej z części miasta Poznania, położonych na obszarze  osiedla samorządowego Wilda.

## Charakterystyka
Osiedle powstało po 1910 z przeznaczeniem dla bogatszych pracowników kolei. Autorstwo projektu przypisuje się Josephowi Stübbenowi, autorowi m.in. koncepcji poznańskich Ringów, zabudowy Sołacza i wielu innych projektów w całej Europie (m.in. Berlin, Dortmund, Luksemburg, czy Wałbrzych).
Teren ten został podzielony na 47 działek, z czego 40 w roku 1912 było już zabudowanych (ostatnie skończono w 1915). Zespół tworzy malowniczy zakątek - uliczki Bzowa, Bluszczowa i Lipowa zbiegają się na centralnie umieszczonym Placu Lipowym. Wille budowane są na przesuniętych osiach, co dodaje płynności całej koncepcji. Obiekty przeważnie mają jedno piętro i duże ogrody, łamane dachy i wysunięte ryzality. Formy architektoniczne są bardzo zróżnicowane - od prostych do bardzo ozdobnych.

## Plac Lipowy
Sam plac Lipowy ma wymiary 25 x 60 metrów i mimo zabudowy willowej jest dziełem architektonicznie zamkniętym, zrealizowanym w małej, intymnej skali.

## Otoczenie
Niedaleko kolonii willowej znajduje się cmentarz parafii Bożego Ciała, gdzie mieści się parafia Ofiarowania Pańskiego.